# Les Aventuriers du système solaire
Pour plus de détails, voir Fiche technique et Distribution.
Les Aventuriers du système solaire (hangeul : 로보트왕 썬샤크 ; RR : Roboteuwang sseonsyakeu ; litt. « Le Requin solaire roi robot ») est un film d'animation sud-coréen écrit et réalisé par Park Seung-cheol, sorti en 1985.
Il s'agit d'une propagande de guerre et de science-fiction mélangeant des scènes tournées avec de vrais acteurs et des scènes animées dans un style anime.

## Synopsis
En Corée du Sud, une bande d'enfants et leur institutrice rencontrent des extraterrestres bienveillants venus les avertir d'un danger menaçant leur pays : des envahisseurs hostiles se sont alliés à la Corée du Nord communiste en fournissant de nouvelles armes à Kim Il Sung.

## Fiche technique
- Titre : Les Aventuriers du système solaire
- Titre original : 로보트왕 썬샤크 (Roboteuwang sseonsyakeu)
- Titre anglais : Solar Adventure
- Réalisation : Park Seung-cheol
- Scénario : Park Seung-cheol
- Montage : Hyeon Dae-won
- Musique : Jeong Min-seob
- Société de production : 3rd Advertising
- Pays d'origine : Corée du Sud
- Langue originale : coréen
- Format : couleur
- Genre : film d'animation
- Date de sortie :
  -  Corée du Sud : 20 juillet 1985

## Distribution
- Go Eun-mi
- Cha Ji-eun

## Accueil

### Sorties internationale
Les Aventuriers du système solaire sort le 20 juillet 1985 en Corée du Sud et est internationalement distribué par Joseph Lai.

## Autour du cinéma
- Le scénario et la réalisation de ce film font beaucoup penser aux films produits pendant la Guerre froide : les Coréens du Sud sont bons et veulent la paix alors que les Coréens du Nord « mentent tout le temps et sont tous cruels » (comme le dit l'un des enfants du film). Toute la diabolisation faite autour des nords-coréens peut paraître amusante voire ridicule pour le public occidental, mais elle illustre bien les tensions actuelles entre ces deux pays.
- Le film est rempli d'incohérences et d'erreurs de montages.
- Le nom du film n'a pas grand-chose à voir avec le film lui-même : à aucun moment il n'est question d'aventures à travers le système solaire mais cela fait quand même référence à des extraterrestres. Ce film est un véritable nanar du dessin animé.